# Lecanopsis rhizophila
Lecanopsis rhizophila är en insektsart som beskrevs av Targioni Tozzetti 1868. Lecanopsis rhizophila ingår i släktet Lecanopsis och familjen skålsköldlöss.
Artens utbredningsområde är Italien. Inga underarter finns listade i Catalogue of Life.